# Ilica
Pour les articles homonymes, voir Ilica (homonymie).
L'Ilica ou Uilica ou encore Ujlica est un sommet de la partie septentrionale du massif du Dinara appartenant à la chaîne des Alpes dinariques. Il culmine à 1 654 mètres d’altitude, en Bosnie-Herzégovine.